# Challenge Spirits〜スポーツの未来を考える〜
「ChallengeSpirits（チャレンジスピリッツ）〜スポーツの未来を考える〜」は、BSテレ東にて2020年5月3日から2021年3月28日まで放送されていたスポーツ情報番組。
様々な種⽬におけるスポーツ実務専⾨家を交え、いま直⾯するスポーツ界での問題や課題、⽬指すべき未来像を考える内容となっている。